# Johann Adam Mann

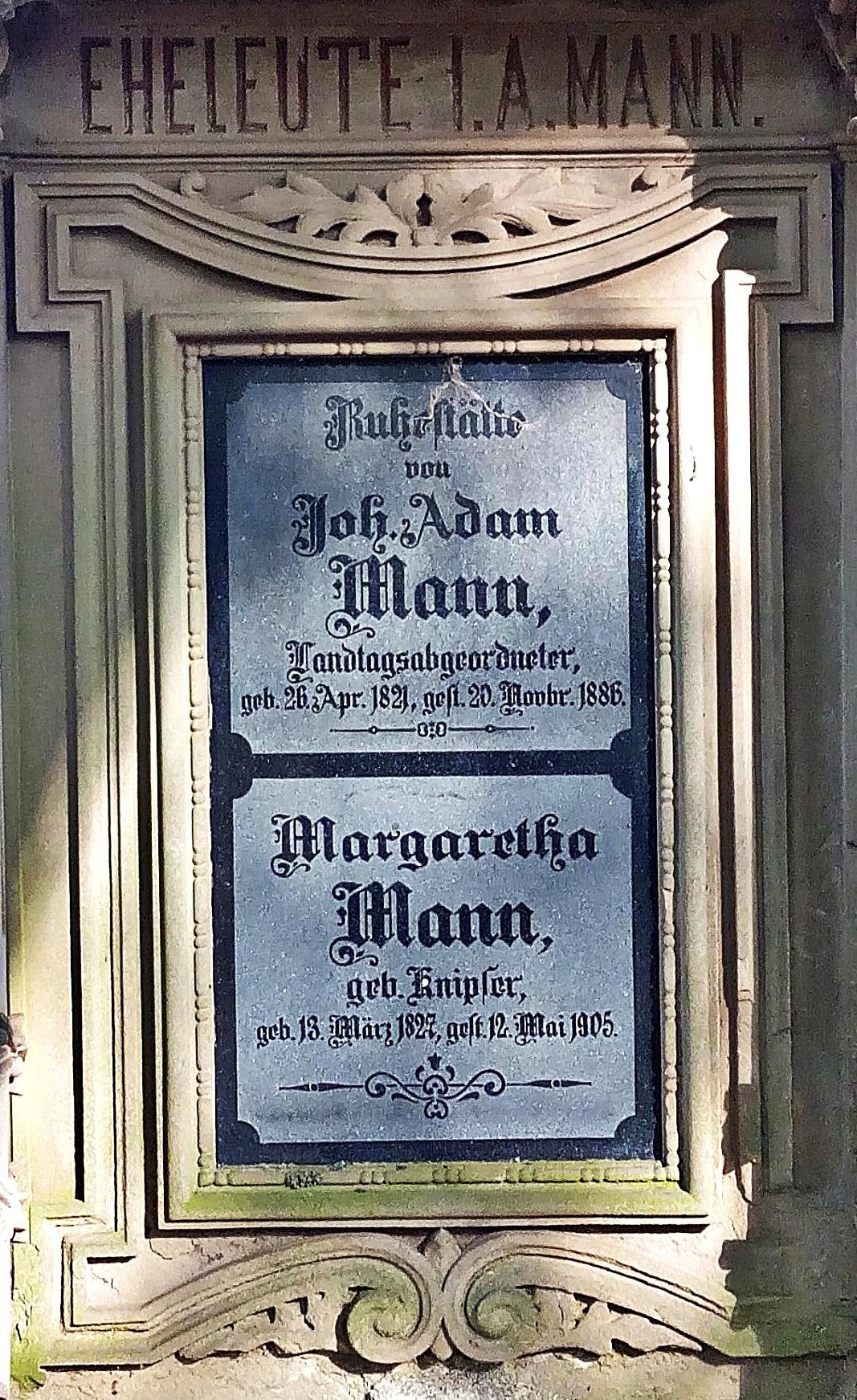
Grabinschrift

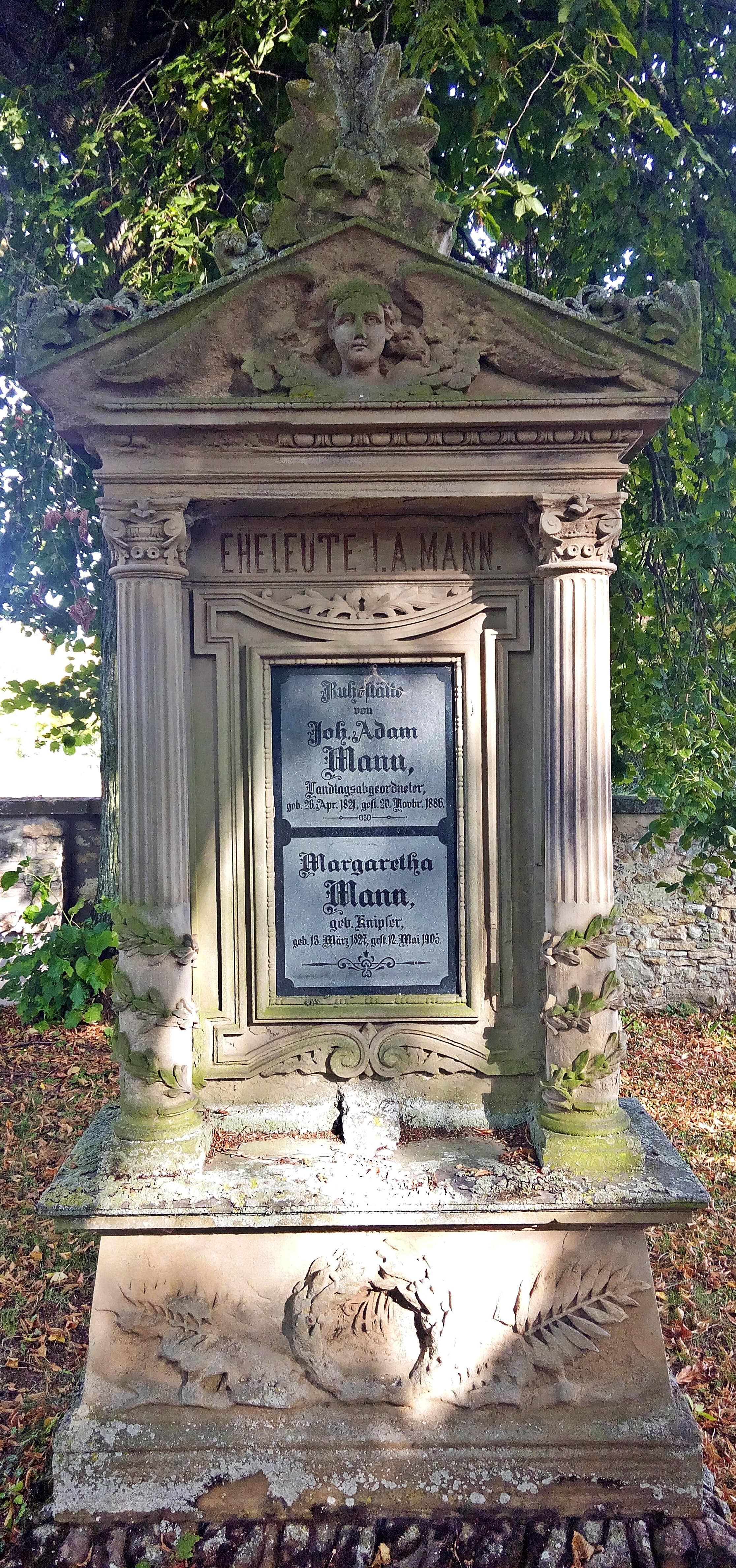
Grab, Friedhof Lautersheim

Johann Adam Mann (* 26. April 1821 in Lautersheim; † 20. November 1886 ebenda) war ein deutscher Landwirt und Abgeordneter des Bayerischen Landtags.

## Leben und Wirken
Er stammte aus Lautersheim in der Nordpfalz, wo die wohlhabende Familie Mann alteingesessen ist. Dort lebte er als Landwirt und Gutsbesitzer. Seine Frau hieß Margaretha geb. Knipser (1827–1905).
Johann Adam Mann war evangelisch und gehörte von 1881 bis zu seinem Tod als nationalliberaler Abgeordneter dem Bayerischen Landtag an.
Laut einem Nachruf in der Grünstadter Zeitung Nr. 201, vom 25. November 1886, erlitt er 1885, während einer Parlamentssitzung, einen Schlaganfall, der ihn längere Zeit in München ans Bett fesselte. Schließlich verbesserte sich sein Zustand etwas und er übersiedelte in seine pfälzische Heimat. Noch am Todestag habe er ganz normal mit seiner Familie zu Mittag gegessen, als er plötzlich abends einen neuen Schlaganfall erlitt und verstarb.
Am 23. November setzte ihn der evangelische Pfarrer Liebrich auf dem Friedhof Lautersheim bei. Der Landtagsabgeordnete, Hofrat  Josef von Neumayer legte einen Kranz nieder; die Trauergäste seien wegen der Beliebtheit des Verstorbenen sehr zahlreich gewesen.
Das Grab mit einem großen Denkmal im Stil des Historismus ist bis heute erhalten (2019) und trägt die Inschrift „Joh. Adam Mann Landtagsabgeordneter“.